# Hatice Muazzez szultána
Haseki Hatice Muazzez szultána, Ibrahim oszmán szultán harmadik asszonya , II. Ahmed oszmán szultán anyja.
Első nevéről semmit nem tudni, ő volt az egyike Ibrahim szultán tíz asszonyának.
Miután Ibrahim szultánt eltávolítottták 1648-ban, a többi Hasekivel együtt Hatice a Régi palotába került.
1687-ben tűz ütött ki a Régi palotában, ahol a legtöbb ember és maga Hatice szultána is életét vesztette.

## Gyermekei
- II. Ahmed oszmán szultán (1642–1695)
- Fatma szultána (1642–1682)